# アマゾンスズメインコ
アマゾンスズメインコ（学名：Nannopsittaca dachilleae）は、オウム目インコ科に分類される鳥。

## 分布
ペルー、ボリビア